# ماريو زانيني
ماريو زانيني (بالبرتغالية: Mario Zanini‏) هو رسام برازيلي، ولد في 1907 في ساو باولو في البرازيل، وتوفي بنفس المكان في 1971.